# Трубарівщина
Труба́рівщина — історичний куток Прилук у західній частині міста, між р. Удаєм та Ніжинським трактом (сучасна вул. Київська), від сучасної вул. Квашинської (Квашинці) до міської лікарні.

## Історичний огляд
Трубарівщина заснована у першій половині ХІХ ст. Уперше згадується 1859 року.
1859 року на хуторі Турбаровщина налічувалося 6 дворів і 36 мешканців був завод; 1886 року — 21 садиба селян-власників, один двір міщан, 22 хати і 106 мешканців; 1900 — 32 господарства, 169 мешканців; 1910 року — 34 господарства, 164 мешканця, зокрема 1 козаків, 27 селян, 2 єврея, а також 4 шевці, 2 столяри, 2 ковалі, 1 слюсар, 1 чимбар, 3 візники, 8 поденників, 3 інтелігентів, решта займалося землеробством. На хуторі налічувалося 106 десятин придатної землі. Був один млин із олійнею, просорушка з гасовим двигуном, цегельний завод Капари.
У 1911 році на хуторі Труба́рівщина  жило 168 осіб
1925 року нараховувалося 70 дворів, 314 мешканців; 1930 — 47 дворів, 215 мешканців. У 1923-1930 роках Трубарівщина підпорядкована Заїздській сільраді. 1936 року хутір приєднано до Прилук.
25 жовтня 2013 року біля міської лікарні відкрили храм Божої Матері «Цілительки» Густинського Свято-Троїцького монастиря (УПЦ МП).

## Цикаві данні
У Чернигівському облархиві є фонд ф. Р-5723 Трубарівщина, х. Прилуцького району Прилуцького округу

## Установи та організації
- Міська лікарня
- Храм Божої Матері «Цілительки» Густинського Свято-Троїцького монастиря
- Молитовня Адвентистів сьомого дня

## Галерея

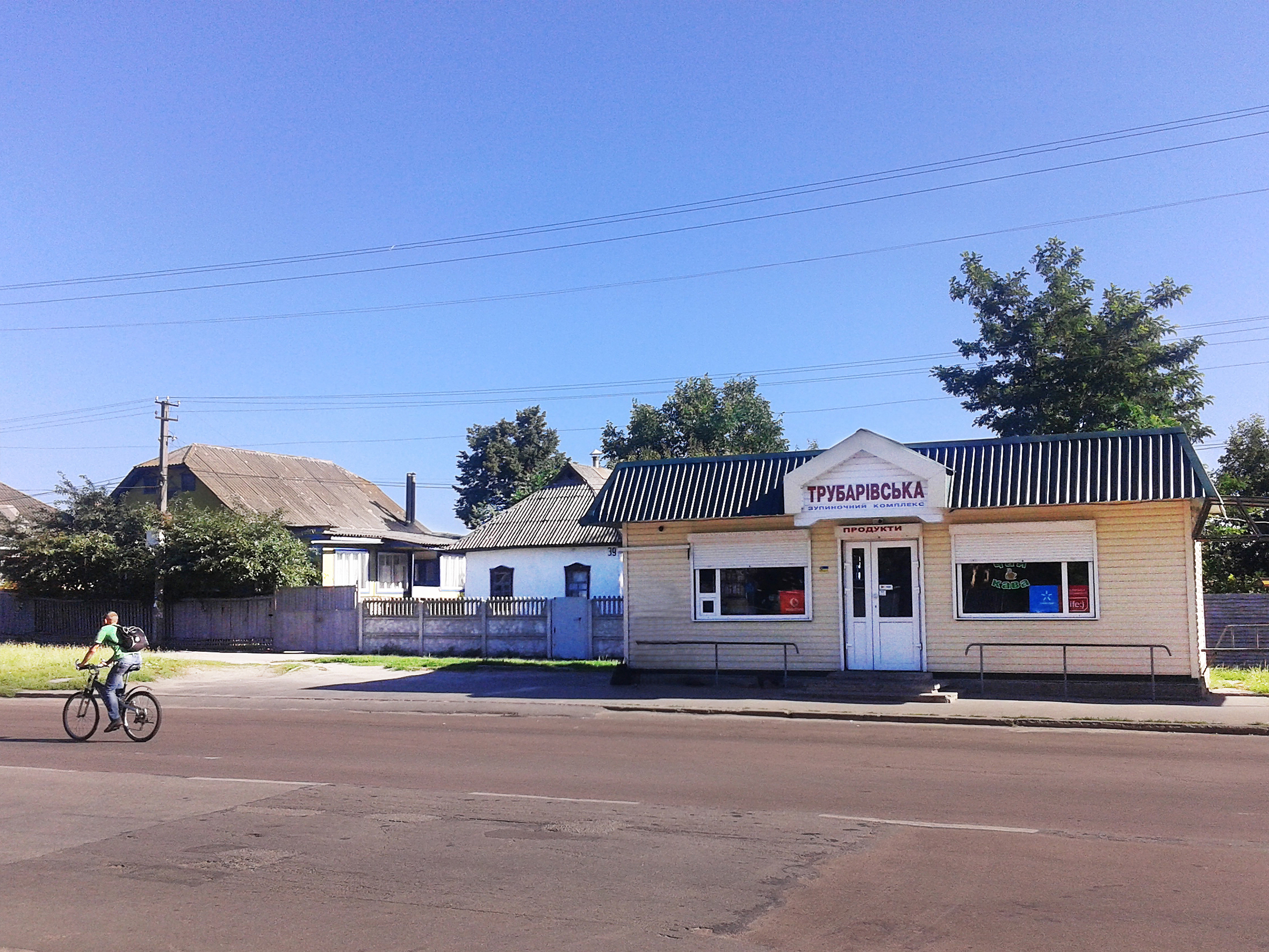
Зупинка на Трубарівщині
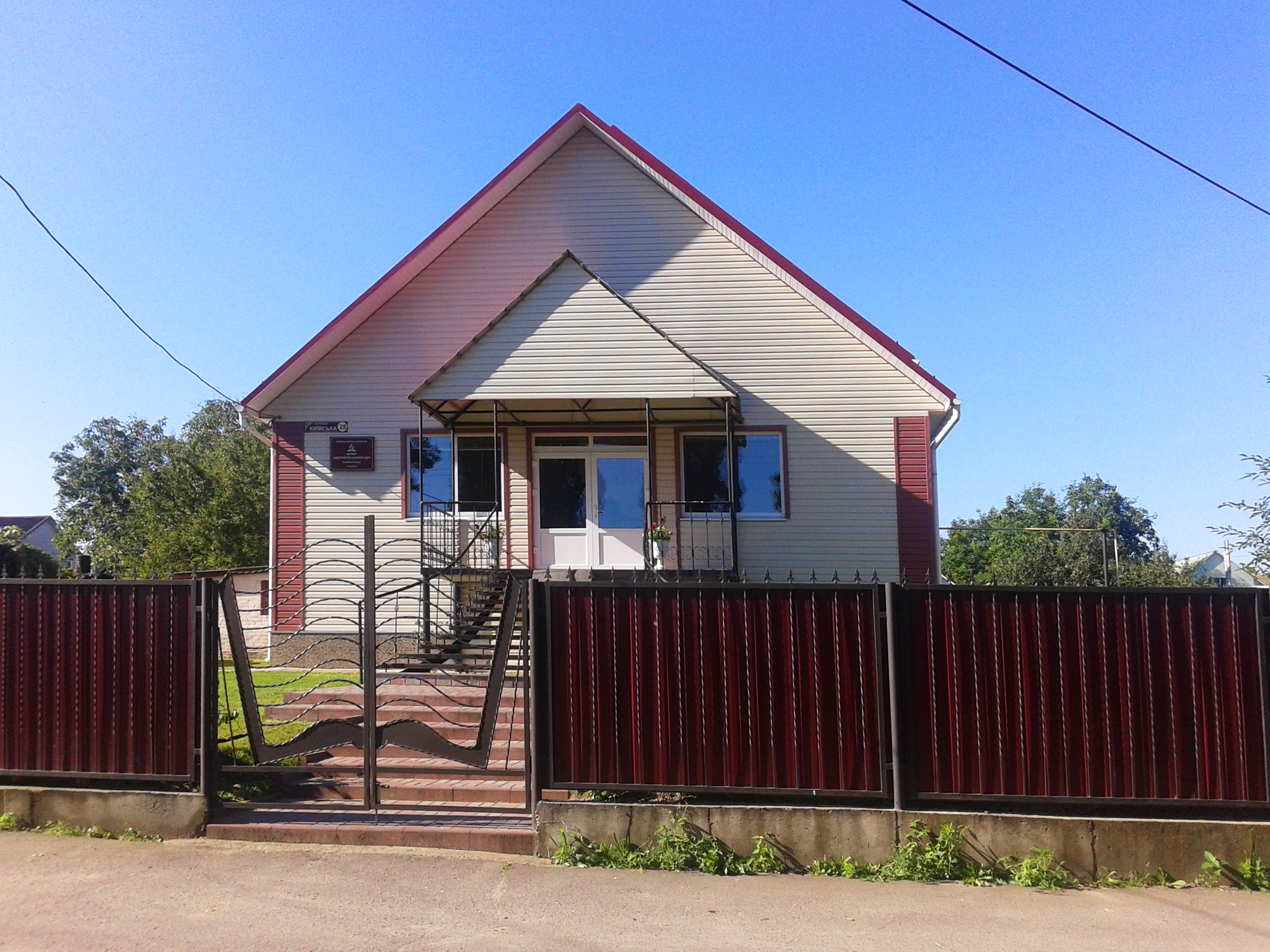
Молитовня Адвентистів сьомого дня на Трубарівщині
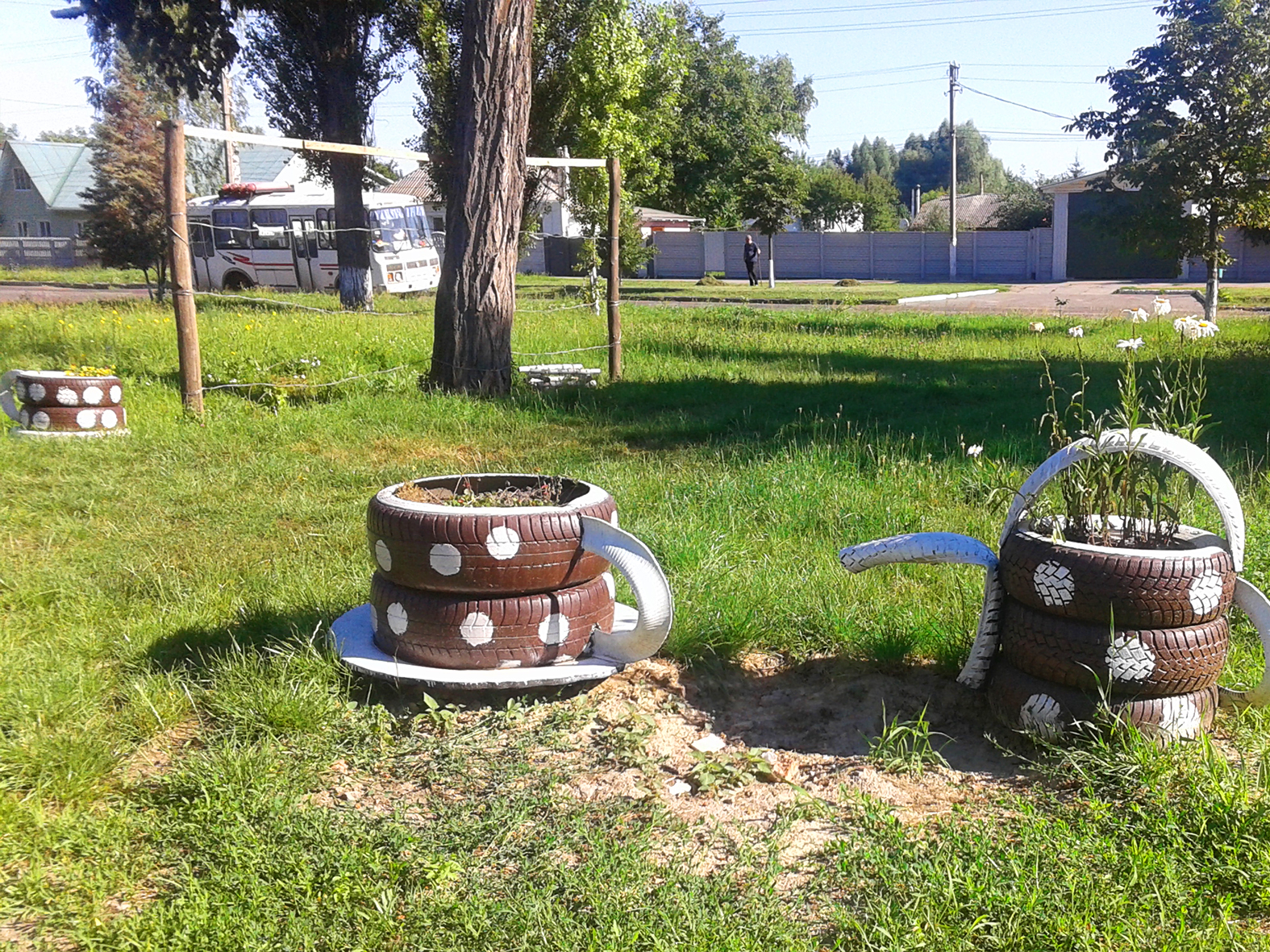
Вулиця Київська на Трубарівщині

## Джерело
- Шкоропад Д. О., Савон O.A. Прилуччина: Енциклопедичний довідник / За ред. Г. Ф. Гайдая. — Ніжин: TOB "Видавництво «Аспект-Поліграф» , 2007. — 560 с. ISBN 978-966-340-221-5

1. ↑  ИнфоРост, Н. П. ГПИБ | [Вып.] 33 : Полтавская губерния. - 1862. elib.shpl.ru. Процитовано 6 січня 2022.
2. ↑  Полтавский губерский статистический комитет. (1911). Список населенных мест Полтавской губернии, с кратким географическим очерком губернии (російською) . Полтава: Электроная типография Д.Н. Подземского Петровская улица собственый дом, 1912. с. 314 з  562.
3. ↑  Список установ  ст. 108 (PDF) (укр.). Чернигівський держоблархів.